# A Grounding in Numbers
A Grounding in Numbers ist das elfte Studioalbum der britischen Progressive-Rock-Band Van der Graaf Generator. Es erschien im Jahr 2011 bei Esoteric Recordings.

## Entstehung und Veröffentlichung
Nach Trisector tourte die Band im Sommer 2008 vor allem in Nordamerika. Ende des Jahres begannen Vorbereitungen für neue Aufnahmen, die schließlich vom 3. bis 9. April 2010 in den Propagation House Studios in Holsworthy (Devon) stattfanden. In den folgenden Monaten wurden Overdubs angefertigt. A Grounding in Numbers wurde im September 2010 von Hugh Padgham in den Sofasound Studios in Chiswick abgemischt und von Tim Young in den Metropolis Studios gemastert.
Das von Paul Ridout entworfene Plattencover zeigt ein Erdungssymbol nach IEC 60417 mit Erdtextur, auf einem mit Binärcode gefüllten hellblauen Hintergrund.

## Stil
Auf Van der Graaf Generators drittem Studioalbum nach der Wiedervereinigung im Jahr 2005 finden sich erstmals keine langen Kompositionen mehr und es dominiert nun wieder eher die Orgel als (wie auf Trisector) die Gitarre. Die Band zeigt dennoch ihre Vielseitigkeit, denn das Album vereint ruhige, komplexe und aggressive Stücke, die entweder an den Progressive Rock der 1970er und Peter Hammills Soloalben erinnern oder moderne und experimentelle Klänge integrieren. 
Die Liedtexte handeln überwiegend von Zahlen, Formeln und der Schönheit mathematischer Aspekte. Zum Beispiel repräsentiert das Veröffentlichungsdatum der 14. März in der vereinfachten Middle-Endian-Reihenfolge des US-Datumsformats 3/14 die Kreiszahl {\displaystyle \pi } (Pi). Bei Mathematics geht es um die Eulersche Formel. 5533 handelt von der Matrixkonstruktion. Bunsho beschreibt dagegen Zufälle aus Hammills Leben. In dem Stück singt er darüber, wie er sich bei einem der Songs verausgabte, was ihm einen ganzen Haufen negativer Kritik einbrachte, wohingegen andere, eher zufällig entstandene Songs, sehr positiv aufgenommen wurden „I can't see my stream“. Der letzte Song All over the place beginnt mit einer Struktur, die einer Chiffre-Sequenz ähnelt, die sich als „Minimal Music“ übersetzen lässt.

## Titelliste
1. Your Time Starts Now – 4:14
2. Mathematics – 3:38
3. Highly Strung – 3:36
4. Red Baron – 2:23
5. Bunsho – 5:02
6. Snake Oil – 5:20
7. Splink – 2:37
8. Embarrassing Kid – 3:06
9. Medusa – 2:12
10. Mr. Sands – 5:22
11. Smoke – 2:30
12. 5533 – 2:42
13. All Over the Place – 6:03

## Rezeption
Das Album wurde von der Presse positiv aufgenommen. Roger T. von Prog Sphere bezweifelt zwar, dass A Grounding in Numbers ein größeres Publikum als nur die alten Fans der Band ansprechen könne. Rob Hughes von Classic Rock Presents Prog hält es jedoch für das stärkste Album seit der Wiedervereinigung und Jochen Rindfrey von den Babyblauen Seiten resümiert: „Trotz manchen Rückgriffs auf die glorreiche Vergangenheit ist A Grounding in Numbers kein rückwärtsgewandtes Album. Van der Graaf Generator gehören zu den wenigen Bands aus der goldenen Zeit des Progressive Rock, die auch heute noch überzeugende Musik machen.“